# 絕招
絕招，又称为杀手锏，在電子遊戲術語中又稱必殺技、奧義，指「很有效果的招式或招數」；常用在武術、拳賽、比賽、競賽等場合，但是不限於這些場合。
近年由於日本動漫的流行，又有人用日語詞必殺技（ひっさつわざ）代替，而門派絕招中的秘招則稱為奧義（おうぎ）。

## 举例
在虛構的電玩、漫畫、卡通等作品中，主角常常具備有自己特有的必殺技，出招時常會喊出必殺技名，以壯氣勢。例如：
- ☆最終奧義~遺憾之意☆/ 本田菊  （義呆利）
- 北斗百裂拳 / 拳四郎（北斗之拳）
- 天馬流星拳 / 星矢（聖鬥士星矢）
- 龜派氣功 / 孫悟空（七龍珠）
- 王虎寺超秘奧義暹氣虎魂 / 劍桃太郎（魁！！男塾）
- 愛的一發 / 犽羽獠（城市獵人）
- 靈丸 / 浦飯幽助（幽☆遊☆白書）
- 小人物上籃 / 櫻木花道（灌籃高手）
- 鬼燒 / 草薙京（拳皇/格鬥天王）
- 波動拳 / 隆/肯/豪鬼（快打旋風）
- 衝力射球 / 大空翼（足球小將）
- 金電掌 / 黃金戰士（黃金戰士）
- 風雷電（ライダーキック） / 幪面超人（幪面超人）
- 電光毒龍鑽 / 王小虎（龍虎門）
- 萬佛朝宗 / 龍劍飛（如來神掌）
- 天外飛仙 / 葉孤城（陸小鳯決戰前後）